# 사빈 크로센

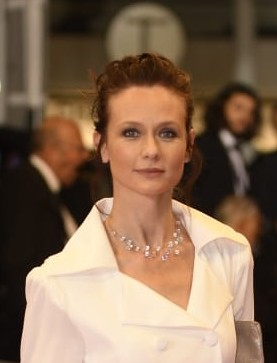

사빈 크로센(Sabine Crossen, 1983년 11월 27일 ~ )은 프랑스의 배우, 영화배우이다.
베튄에서 태어났다.

## 영화
- 스파이 서바이버 (2015년) - 뉴질랜드 과학자 역
- 러브 펀치 (2013년)